# Renia monides
Renia monides är en fjärilsart som beskrevs av George Francis Hampson. Renia monides ingår i släktet Renia och familjen nattflyn. Inga underarter finns listade.